# Chien-Ming Wang
Chien-Ming Wang (en chino, 王建民; pinyin, Wáng Jiànmín; 31 de marzo de 1980) es un ex lanzador de béisbol profesional taiwanés. Jugó en las Grandes Ligas de Béisbol (MLB) para los Yankees de Nueva York, los Nacionales de Washington, los Azulejos de Toronto y los Reales de Kansas City. También jugó para el equipo nacional de béisbol de Taiwán y es el actual entrenador asistente de lanzadores de CTBC Brothers. 

## Trayectoria
Obtuvo 19 victorias en los años 2006 y 2007 y se convirtió en el primer asiático en ser campeón de victorias.
Sin embargo, después de su lesión en 2008, comenzó a lanzar horriblemente y logró una efectividad de 9.64 junto con 1 victoria y 6 derrotas en la temporada 2009. Luego se lesionó nuevamente y los Yankees de Nueva York no renovaron su contrato. Se convirtió en agente libre.
En 2010, los Nacionales de Washington firmaron a Wang y lo ayudaron a recuperarse de sus lesiones. No asistió a ningún partido en esta temporada. Wang lanzó su primer juego el 29 de julio de 2011 y terminó la temporada con 11 aperturas, registró 4-3 con efectividad de 4.04.
El 15 de marzo de 2012, Wang resultó herido nuevamente. Cuando se recuperó, su posición inicial fue reemplazada por Ross Detwiler y lanzó como lanzador de relevo y, a veces, como lanzador abridor. Pero todavía no le fue bien esta temporada.